# المقاومة الوطنية السورية
كانت المقاومة الوطنية السورية تحالف موالي للحكومة، معادي لتركيا ينشط في محافظة حلب، يقاتل ضد التدخل العسكري التركي في سوريا. زعيمها، ريزان حدو هو عضو مستقل في مجلس سوريا الديمقراطية.

## التاريخ

شعار لواء شهداء كفر صغير الذي يستخدم شعار سوريا كأساس.

تأسست المقاومة الوطنية السورية رسميًا في 6 سبتمبر 2016 في بلدة تل رفعت التي تسيطر عليها قوات سوريا الديمقراطية. مع تشكيل جناحها المسلح من لواء شهداء كفر صغير الموالي للحكومة. بحلول 12 سبتمبر، ادعت المقاومة الوطنية السورية أنها أقامت بالفعل مكاتب في حلب، إدلب، حمص، اللاذقية، ومدن سورية أخرى. في أواخر نوفمبر 2016، دخلت المقاومة الوطنية السورية معركة الباب إلى جانب الجيش السوري لمنع الميليشيات المعارضة التي تقودها تركيا من احتلال الباب.
في 19 فبراير 2017، أعلن رئيس المقاومة الوطنية السورية ريزان حدو أن الحزب وقف أنشطته، مشيرا إلى عدم وجود تفاهم بين الحكومة السورية وقوات سوريا الديمقراطية. ولم يتضح بعد وضع لواء شهداء كفر صغير.

## الأيديولوجية
المقاومة الوطنية السورية بشكل واضح قومية سورية ومعادية لتركيا، وقد اتهمت تركيا بالقيام بعملية إبادة جماعية ضد العرب السوريين، الأكراد، الأرمن، الإغريق، الآشوريين والكلدان في محافظة حلب، محاولةً احتلال أجزاء من سوريا، ومساعدة الإرهاب. وقد أعربت الجماعة عن أحد أهدافها وهو استعادة محافظة هاتاي من تركيا، والتي ضمتها من سوريا في عام 1939. وعلاوة على ذلك، فإن المقاومة الوطنية السورية معارضة بشدة لجبهة النصرة فضلًا عن تنظيم الدولة الإسلامية، بعد أن أعلنت عن نيتها في إخراجهم من سوريا. تتبع الممقاومة الوطنية السورية نوع من القومية السورية يشمل عموم الأعراق، ويقال أن لديها أعضاء عرب، أكراد، آشوريين، تركمان؛ وهي تود أن تضمن مستقبلًا لسوريا بحيث تكون دولة متحدة، متكاملة وديمقراطية.
المقاومة الوطنية السورية متحالفة مع كل من القوات المسلحة السورية، فضلاً عن قوات سوريا الديمقراطية، وقد أعلن أنها "لاعب رئيسي في تحسين العلاقات الإقليمية بين الجيش العربي السوري وقوات سوريا الديمقراطية (قسد) التي يقودها الأكراد. ومع ذلك، تنفي المقاومة الوطنية السورية انتماء مباشر إلى أي من الفصيلين. وقد ذكر ريزان هيدو أنه يعول على دعم الموالين فضلًأ عن المعارضين للحكومة البعثية، وأن المقاومة الوطنية السورية "لا علاقة لها" بحزب الاتحاد الديمقراطي، حركة المجتمع الديمقراطي، وحدات حماية الشعب، و‌حزب العمال الكردستاني. وعلى الرغم من ذلك، تعتبر المقاومة الوطنية السورية أحد الفصائل الموالية للحكومة، بما أن جناحها المسلح شكل من وحدة كردية موالية للحكومة.